# Francia nyitány
A francia nyitány egy, a barokk zene időszaka alatt népszerű zenei forma, ami három formarészből áll: egy lassú bevezető részből, melyre a pontozott ritmusok a jellemzőek, egy gyors, fugato középrészből és egy lassú visszatérésből.
A forma kifejlesztésében Jean-Baptiste Lully vállalt szerepet, ő az operáinak (tragédie en musique) nyitányaként használta. Később többek között Johann Sebastian Bach (zenekari szvitjeinek nyitótételeiként, a Goldberg-variációk 16. variációjaként), ill. Georg Friedrich Händel (oratóriumaiban) alkalmazta.
A francia nyitány nem összekeverendő az olasz nyitánnyal, ami gyors-lassú-gyors szerkezetű.